# Oskar Fischer (Politiker, 1894)
Oskar Fischer (* 1. April 1894 in Stuttgart; † 24. März 1963 in Montabaur) war ein deutscher Bürgermeister und Landrat sowie Mitglied des Provinziallandtages der Provinz Hessen-Nassau.

## Leben
Oskar Fischer absolvierte nach seinem Schulabschluss in der Bürgerschule Stuttgart eine Grafikerausbildung und kam nach Westerburg, wo er als Stromgeld-Kassierer Arbeit fand. 
Er engagierte sich in der Kommunalpolitik und wurde Stadtverordneter in Westerburg. Zum 1. März 1930 trat er der NSDAP bei (Mitgliedsnummer 215.540) und organisierte Ende 1930/Anfang 1931 den Aufbau der SS im Unter- und Oberwesterwaldkreis sowie im Unterlahnkreis, gemeinsam mit einem SS-Mitglied aus dem Ort Emmerichenhain.
1933 erhielt er ein Mandat für den Nassauischen Kommunallandtag des preußischen Regierungsbezirks Wiesbaden bzw. für den Provinziallandtag der Provinz Hessen-Nassau und wurde im März 1933 in den Kreistag des Oberwesterwaldkreises gewählt.
In dieser Zeit war er bis 1943 NSDAP-Kreisleiter im Oberwesterwaldkreis und übte dieses Amt von September 1937 an hauptberuflich aus. Bis zu diesem Zeitpunkt war er von Februar 1934 an Bürgermeister in Westerburg.
Fischer agierte im Rang eines SS-Obersturmführers.
Für die Reichstagswahl 1938 kandidierte er erfolglos.